# 若松町
若松町（わかまつちょう）は、かつて長崎県の五島列島に存在した町である。
2004年8月1日に南松浦郡上五島町、新魚目町、有川町、奈良尾町と合併（新設合併）し新上五島町となった。

## 地理
五島列島を構成する島のうち、中通島の一部と若松島、および漁生浦島、有福島、日島の5つの有人島と、26の無人島からなる。中通島と若松島の間は1991年に若松大橋で結ばれ、若松島から漁生浦島、有福島、日島までは橋と防波堤によって繋がっており、陸路での通行が可能である。若松大橋開通前は、海上タクシーが主な交通手段であった。海峡を挟んで両岸が同じ町である例は、日本では珍しいものであった。町の面積が約60 km2であったのに対して、海岸線は複雑なリアス式海岸であったため全長約170 kmもあった。

## 歴史
- 1889年4月1日 - 町村制施行に伴い、（消滅直前の町の区域にあたる）若松村と日島村が発足。
- 1956年9月25日 - 若松村と日島村が合併（新設合併）し、若松町が発足。
- 2004年8月1日 - 有川町・上五島町・新魚目町・奈良尾町と合併（新設合併）し、新上五島町となり消滅。

## 地名
旧若松村
- 荒川郷
- 桐古里郷（きりふるさと）
- 神ノ浦郷（新上五島町合併後、西神ノ浦郷に）
- 宿ノ浦郷
- 若松郷

旧日島村
- 有福郷（ありふく）
- 榊ノ浦郷
- 日島郷（ひのしま）
- 間伏郷（まぶし）
- 漁生浦郷（りょうせがうら）

## 名所・観光スポット
- 龍観山展望台[1]
- 白崎海食崖[1]
- カトリック土井ノ浦教会[1]
- 有福教会[1]
- キリシタン洞窟[1]
- 曲遺跡古墓群（日島）

## 若松町出身の有名人
- 白浜仁吉（政治家）